# Veronas Welt
Veronas Welt war eine deutsche Late-Night-Talkshow, die von Verona Feldbusch moderiert und von August 1998 bis März 2000 auf RTL ausgestrahlt wurde. Die Titelmelodie stammte von Stefan Raab.

## Inhalt
In jeder Sendung waren jeweils zwei Promis zu Gast und es wurden Sketche gezeigt. Unterstützt wurde Feldbusch dabei von dem Reporter Theo West, dem Organisten Mambo Kurt, der Striptease-Gruppe California Dream Men, Fari im Ferrari (einem kleinen Hund in einem Spielzeugauto) sowie später Ingo Appelt und Atze Schröder.
Das Studio wurde angeblich Feldbuschs Hamburger Wohnung nachempfunden.
Gäste waren unter anderem das Magierduo Siegfried und Roy und die Schauspielerin Nadine Krüger.

## Ausstrahlung
Die erste Staffel lief freitags um 23.15 Uhr, die zweite samstags anfangs um 22.00 Uhr. Später wurde der Sendeplatz auf 23.00 Uhr verlegt. Am 7. November 1998 wurde ein 45-minütiges Best-Of der ersten Staffel gezeigt. Von 2002 bis 2003 liefen Wiederholungen der Show auf Super RTL.